# Hors Catégorie
Hors Catégorie è un termine di derivazione francese che, nella terminologia ciclistica, viene utilizzato per indicare salite estremamente difficili, in particolare al Tour de France. Negli ultimi anni, il termine viene utilizzato anche dalla Unione Ciclistica Internazionale per classificare alcune gare dei circuiti continentali, sia corse in linea sia a tappe, ritenute tra le più difficili.

## Le salite del Tour de France
Quando, nel 1933, venne istituita la classifica scalatori al Tour de France, c'era solo un tipo di salita ed i punti (da 10 ad uno) venivano assegnati ai primi dieci ciclisti che scollinavano. Dopo la seconda guerra mondiale, nell'edizione 1947 della Grande Boucle, le ascese vennero distinte in due categorie, prima e seconda. Le salite di prima categoria davano un punteggio analogo a quando avveniva precedentemente (da 10 punti ad uno ai primi dieci), mentre le salite di seconda categoria assegnavano solo 5 punti al primo corridore che scollinava.
La divisione in categorie fu un successo e già due anni dopo, nel 1949, venne aggiunta una terza categoria. Si trattava di piccole montagne e venivano assegnati solo 3 punti al primo corridore che scollinava.
Nel 1962, venne aggiunta la quarta categoria ed il sistema di assegnazione dei punti venne rivisto: la prima categoria assegnava 15 punti al primo corridore, la seconda categoria 10, la terza 5 e la quarta 3. La quarta categoria scomparve l'anno successivo, ma ritornò nel 1964. Tale sistema rimase in auge fino al 1978, anche se il sistema di assegnazione dei punti cambiava nel corso degli anni.
Nel 1979, quattro categorie furono considerate insufficienti ed una nuova categoria venne aggiunta. Invece di creare una "quinta categoria", gli organizzatori del Tour decisero a favore della "Hors Catégorie", che nel corso degli anni ha contrassegnato le salite più difficili quali, Alpe d'Huez, Colle dell'Agnello, Plateau de Beille, Colle del Galibier, Mont Ventoux, Colle dell'Izoard, Colle del Tourmalet e molti altri. Inizialmente il termine venne utilizzato per distinguere le strade di montagna che le vetture non riuscivano ad affrontare.

## Corse in linea e corse a tappe
L'UCI ha provveduto a classificare le corse a seconda della loro importanza. In generale le corse, sia a tappe che in linea, si dividono in:
- Corse appartenenti all'UCI World Tour, le più importanti;
- Corse Hors Catégorie, a loro volta suddivise in:
  - Corse 1.HC (in linea), tra le quali Omloop Het Nieuwsblad, Brussels Cycling Classic, Tre Valli Varesine, Scheldeprijs, Milano-Torino, Parigi-Tours, Freccia del Brabante;
  - Corse 2.HC (a tappe), tra le quali Driedaagse De Panne, Giro del Trentino, Quatre Jours de Dunkerque, Giro del Belgio, Giro di Danimarca;
- Corse di Prima Categoria, a loro volta suddivise in:
  - Corse 1.1 (in linea), tra le quali Trofeo Laigueglia, Clásica de Almería, Coppa Agostoni e Coppa Bernocchi;
  - Corse 2.1 (a tappe), tra le quali Tour Méditerranéen, Settimana Internazionale di Coppi e Bartali, Giro del Portogallo;
- Corse di Seconda Categoria, a loro volta suddivise in:
  - Corse 1.2 (in linea);
  - Corse 2.2 (a tappe);
- Corse nazionali.